# CyberTiger
CyberTiger est un jeu vidéo de golf sorti en 1999 et fonctionne sur Nintendo 64, PlayStation et Game Boy Color. Le jeu a été développé par Saffire Corporation et édité par Electronic Arts.